# Valerie Vaz
Valerie Carol Marian Vaz, née le 7 décembre 1954 à Colonie d'Aden, est une personnalité politique et avocate du Parti travailliste britannique.
Elle occupe le poste de leader fantôme de la Chambre des communes au sein du cabinet fantôme de Jeremy Corbyn de 2016 à 2021, et est députée pour Walsall South depuis 2010.

## Jeunesse
Elle est née à Aden (qui fait maintenant partie du Yémen) d'Anthony Xavier et Merlyn Verona Vaz. Sa famille est originaire de Goa, en Inde, et s'est installée à Twickenham puis à East Sheen, à Londres. Elle est une parente éloignée de Saint Joseph Vaz, un missionnaire du XVIIe siècle.
Son père, auparavant correspondant du Times of India, travaillait dans l'industrie du transport aérien, tandis que sa mère occupait deux emplois, en tant que professeur et pour Marks & Spencer. Son père s'est suicidé alors qu'elle a 16 ans. Elle fréquente le Twickenham County Grammar School avant de poursuivre ses études au Bedford College de l'Université de Londres, où elle obtient un BSc (Hons) en biochimie en 1978. La même année, elle s'inscrit au Sidney Sussex College de Cambridge pour faire de la recherche, mais n'obtient pas de diplôme,.
En 1984, elle se qualifie en tant qu'avocate et travaille ensuite sur des questions juridiques pour le gouvernement local à Londres. Elle crée son propre cabinet d'avocats, Townsend Vaz Solicitors, et siège en tant que juge de district adjoint au tribunal de comté sur le circuit de Midland et d'Oxford.
En 2001, elle rejoint le Service juridique du gouvernement et travaille au Département des avocats du Trésor et au Ministère de la justice. Elle travaille comme présentatrice et intervieweuse pour le programme de télévision de la BBC Network East en 1987.

## Carrière politique
Elle est conseillère dans le Borough londonien d'Ealing de 1986 à 1990, et chef adjoint du conseil de 1988 à 1989. Elle s'est présentée sans succès comme candidate au Parlement dans la circonscription de Twickenham aux élections générales de 1987 et aux élections européennes de 1999 dans les East Midlands. Elle est candidate pour être sélectionnée comme candidate travailliste pour l'élection partielle de West Bromwich West en 2000, mais elle échoue dans sa tentative, aux élections suivantes, elle est sélectionnée après l'avoir emporté une liste restreinte réservée aux femmes.
Elle est élue lors des élections générales de 2010, gagnant le siège de Walsall South avec une majorité travailliste réduite de 1 755 voix.
En juin 2010, elle est sélectionnée comme membre travailliste du Health Select Committee. Elle est également vice-présidente du parti parlementaire travailliste, ayant été élue par ses collègues députés travaillistes.
Lors des élections générales de 2015, elle est réélue députée de Walsall South, avec une majorité accrue de 6 007 voix. Au Parlement de 2015-2017, elle siège à la commission de la science et de la technologie, puis à la commission de l'environnement, de l'alimentation et des affaires rurales. En octobre 2016, elle est nommée au cabinet fantôme de Jeremy Corbyn en tant que leader fantôme de la Chambre des communes.
Aux Élections générales britanniques de 2017, elle est élue pour la troisième fois à Walsall South, avec une majorité accrue de 8892 voix.
En 2019, elle est nommée au Conseil privé. Aux élections générales de 2019, Vaz garde son siège avec une majorité réduite de 3456 voix.

## Vie personnelle et familiale
Elle est mariée à Paul Townsend. Le couple a une fille. Son frère cadet Keith Vaz est député travailliste de Leicester East de 1987 à 2019, tandis que sa sœur Penny est avocate. Sa défunte mère Merlyn Vaz était auparavant conseillère travailliste à Leicester. Elle est catholique.